# 제이슨 콜리어
제이슨 제프리 콜리어 (Jason Jeffrey Collier, 1977년 9월 8일 ~ 2005년 10월 15일)는 미국의 전 농구 선수이다.

## 생애
오하이오주 스프링필드의 가톨릭 사립학교를 졸업했으며, 1996년 오하이오주 농구 선수권 대회에 출전하여 명성을 떨쳤다. 이후 인디애나 대학교 블루밍턴에 입학했으며, 조지아 공과대학교로 옮겨 졸업한 뒤 2000년 신인 드래프트에서 전체 15순위로 밀워키 벅스에 지명되었다. 하지만 드래프트 당일 조엘 프리즈빌라의 맞트레이드로 휴스턴 로키츠로 소속팀을 옮겨 프로 무대에 데뷔했으며, 그 뒤 2003년 페이엇빌 패트리어츠를 거쳐 2004년 애틀랜타 호크스로 팀을 옮겨 활약하였다.
2005년 10월 15일 조지아주 커밍에서 갑자기 의식을 잃었으며, 응급구조사가 응급처치 및 심폐소생술을 행한 뒤 인근의 한 병원으로 옮겨졌으나 이미 사망한 상태(DOA)였다. 이후 부검 결과 사인은 심근 경색으로 밝혀졌으며, 심장이 정상인의 1.5배 수준으로 부풀어 있었다.